# Гладстон, Джон Холл
Джон Холл Гла́дстон (англ. John Hall Gladstone; 7 марта 1827 — 6 октября 1902) — британский химик.
Член Лондонского королевского общества (1853).
Он занимал пост президента Лондонского физического общества между 1874 и 1876 годами, а в период 1877—1879 годов был президентом Химического общества Лондона. Кроме химии, где одной из его самых заметных публикаций был труд о бромировании резины, его работы также были новаторскими в области оптики и спектроскопии.

## Биография
Родился в семье Джона Гладстона, оптового торговца тканями в Хакни, Лондоне и Элисон-Холле. Был старшим из трёх сыновей. Как и братья, учился дома под опекунством и с самых ранних лет показал сильную склонность к естественным наукам. В 1842 году его отец ушёл из бизнеса, и семья провела год в путешествиях по континенту. Часть этого времени была проведена в Италии со своими друзьями: Чарльзом Тилтом, его женой и их дочерью Мэй, которая в 1852 стала женой Джона Холла Гладстона.
Сначала Гладстон имел сильные религиозные склонности, и, когда в возрасте семнадцати лет встал вопрос о будущей карьере, он хотел посвятить себя христианскому служению. От этого его отговорили отец и господин Тилт, а в декабре 1844 года он вступил в Университетский колледж Лондона. Там он посещал лекции Грэма по химии и работал в его частной лаборатории, и здесь он подготовил свою раннюю научную работу на тему «Анализ песка из залива Святого Михаила, Нормандия», которая была зачитана на заседании Химического общества Лондона 16 ноября 1846 году. В следующем году он получил золотую медаль от колледжа за его исследования. Позже в том же году он отправился в Гиссенский университет работать под руководством Юстуса фон Либиха. Вернулся в апреле 1848 года с учёной степенью доктора философии. Предмет его диссертации — «Искусственное образование мочевины из фульминовой кислоты».
Хотя Гладстон официально занимался научной деятельностью, он продолжал всю жизнь активно участвовать в религиозной деятельности. В Клапаме его родители были членами общины церкви преподобного Джеймса Хилла. Там он преподавал в воскресной школе, кроме того, помогал в проведении миссий на Белой площади. Позже он проводил Библейские классы для молодых людей по воскресеньям; до конца своей жизни он был тесно связан с работой Христианской ассоциации молодёжи, которую основал Джордж Уильямс.